# T Coronae Borealis
A T Coronae Borealis (T CrB) egy nóva az Északi Korona csillagképben. Kitörését először John Birmingham dokumentálta 1866-ban, de létezéséről már korábban is tudtak. Valószínűleg 1217-ben és 1787-ben is megfigyelték már. A legfrissebb számítások szerint következő kitörése a közeljövőben, 2024 október végéig várható.

## Leírása
A T CrB általában 10-es magnitúdójú, ami azt jelenti, hogy hagyományos távcsövekkel is épphogy látható. Két jól dokumentált kitöréséről tudunk, az első 1866. május 12-én volt, amikor a 2,5-es magnitúdót is elérte a fényessége, a második pedig 1946. február 9-én, amikor 3-as volt. A nóva még fényessége teljében is halványabb, mint a legfényesebb 120 csillag az égbolton.
A T CrB egy kettős csillagrendszer, amelyben egy kisebb forró és egy nagy, hidegebb csillag található. Ez utóbbi egy vörös óriás, amely folyamatosan anyagot ad át kisebb társának, mely egy fehér törpe. A kisebb körül egy akkréciós korong képződik ebből az anyagból, mely mintegy vastag felhőként eltakarja azt. Ily módon a vörös óriás fénye az, amely megfigyelhető, mint egy M3 színképosztályú csillag a látható tartományban, míg az ibolyántúli sugárzást a fehér törpe dominálja. Kitörések idején az anyagátvitel jelentősen megnő a fehér törpébe, amelytől az kitágul és a fényessége megnő.
A két csillag egymás körül körülbelül 228 napos keringési idővel kering, mely pálya szinte tökéletesen kör alakú. Kettejük közt a távolság mindössze 0,54 csillagászati egység.
A megfigyelések szerint a nóvakitörések meglehetős szabályossággal, körülbelül 80 évente következnek be. 2016-ban megfigyelték a nóva fényerejének növekedését - hasonló történt 1938-ban is, a legutóbbi kitörés előtt. 2023-ban a fényessége váratlanul erősen csökkenni kezdett - ez pontosan olyan megfigyelés volt, mint 1945-ben, egy évvel a kitörés előtt. Hogy ez pontosan mikor fog bekövetkezni, nem tudni, de a folyamatos megfigyelések alapján újabb becslések készülnek, miszerint erre 2024 októberének végéig sor kerülhet.
A T CrB megtalálásához a legegyszerűbb megkeresni az éjszakai égbolt két fényes csillagát, az Ökörhajcsár csillagképben lévő Arcturust és a Lant csillagképben lévő Vegát. A kettőt összekötő képzeletbeli vonalon, közvetlenül az Ökörhajcsár feletti Északi Korona csillagképben lehet megfigyelni.

## Forráshivatkozások
1. ↑  Andrews, Robin George. „The Night Sky Will Soon Get ‘a New Star.’ Here’s How to See It.”, The New York Times, 2024. március 8. (Hozzáférés: 2024. július 10.) (amerikai angol nyelvű)
2. ↑  Pettit, Edison (1946. április 1.). „The Light-Curves of T Coronae Borealis”. Publications of the Astronomical Society of the Pacific 58, 153. o. DOI:10.1086/125797. ISSN 0004-6280.
3. ↑  published, Joanna Thompson: Evidence of mysterious 'recurring nova' that could reappear in 2024 found in medieval manuscript from 1217 (angol nyelven). livescience.com, 2023. szeptember 15. (Hozzáférés: 2024. július 10.)
4. 1 2  Toalá, Jesús A, Andrea (2024. július 3.). „The X-ray rise and fall of the symbiotic recurrent nova system T CrB”. Monthly Notices of the Royal Astronomical Society 532 (2), 1421–1433. o. DOI:10.1093/mnras/stae1579. ISSN 0035-8711.
5. ↑  Schaefer, Bradley E. (2010. március 17.). „COMPREHENSIVE PHOTOMETRIC HISTORIES OF ALL KNOWN GALACTIC RECURRENT NOVAE”. The Astrophysical Journal Supplement Series 187 (2), 275–373. o. DOI:10.1088/0067-0049/187/2/275. ISSN 0067-0049.
6. ↑  Sanford, Roscoe F. (1949. január 1.). „High-Dispersion Spectrograms of T Coronae Borealis.”. The Astrophysical Journal 109, 81. o. DOI:10.1086/145106. ISSN 0004-637X.
7. ↑  Vmag. simbad.u-strasbg.fr. (Hozzáférés: 2024. július 10.)
8. ↑  Kraft, Robert P. (1958. május 1.). „The Binary System Nova T Coronae Borealis.”. The Astrophysical Journal 127, 625. o. DOI:10.1086/146495. ISSN 0004-637X.
9. ↑  Linford, Justin D., Jennifer L. (2019. október 7.). „T CrB: Radio Observations during the 2016–2017 “Super-active” State”. The Astrophysical Journal 884 (1), 8. o. DOI:10.3847/1538-4357/ab3c62. ISSN 0004-637X.
10. ↑  http://www.skyandtelescope.com/observing/whats-up-with-t-crb04202016
11. ↑  Announcing T CrB pre-eruption dip | aavso. www.aavso.org. (Hozzáférés: 2024. július 10.)
12. ↑  Qubit.hu: Mostantól bármelyik napon szabad szemes csillaggá fényesedhet a T Coronae Borealis nóva (magyar nyelven). Qubit, 2024. július 10. (Hozzáférés: 2024. július 10.)